# Rock Pidjot
Rock Déo Pidjot, parfois aussi nommé Roch Pidjot, est un homme politique français de Nouvelle-Calédonie tout d'abord autonomiste puis indépendantiste, d'origine kanak. Né  le 8 novembre 1907 à la tribu de la Conception dans l'actuelle commune du Mont-Dore (Nouvelle-Calédonie), il meurt le 23 novembre 1990. Il est député de la Nouvelle-Calédonie de 1964 à 1986.

## Chef coutumier devenu homme politique
Chef kanak de la tribu de la Conception, située à la limite de Nouméa, et également siège d'une mission catholique de Frères maristes depuis le XIXe siècle, il sera lui-même un fervent catholique.
Lorsqu'en 1946 le code de l'indigénat est aboli, donnant la citoyenneté de l'Union française aux Kanaks (qui n'ont pas tous encore l'accès au suffrage universel), il se lance dans la politique en créant l'Union des indigènes calédoniens amis de la liberté dans l'ordre (UICALO) en mai 1946, un des mouvements créés alors pour défendre les intérêts des Kanaks et reposant sur des bases catholiques. Les deux autres formations politiques mélanésiennes alors créées sont le Parti communiste calédonien (PCC) et l'Association des indigènes calédoniens et loyaltiens français (AICLF, d'inspiration protestante). Il défend alors l'accession des Kanaks au suffrage universel, et soutient ainsi, à l'instar de l'AICLF, la candidature du pharmacien Maurice Lenormand au poste de député en 1951, ce dernier étant alors le seul candidat à parler dans son programme des « problèmes autochtones ». Lenormand élu député, il forme autour de son nom des listes baptisées Union calédonienne avec pour slogan « Deux couleurs, un seul peuple » pour les élections au conseil général de 1953 : celle-ci obtient 15 sièges sur 25, et permet l'entrée dans l'assemblée locale pour la première fois de Mélanésiens, dont Rock Pidjot qui est élu dans la 4e circonscription.

## Le président de l'Union calédonienne
En 1956, lors du Congrès fondateur de l'Union calédonienne (UC) qui se structure en parti politique les 12 et 13 mai à la Vallée des Colons à Nouméa, Rock Pidjot en devient président tandis que Maurice Lenormand en est le commissaire général. C'est dans ce contexte qu'est voté la loi-cadre Defferre du 23 juin 1956 qui accorde plus d'autonomie aux Territoires d'outre-mer en transformant leurs conseils généraux en Assemblées territoriales dotées de plus de compétence et en y créant des conseils de gouvernement, exécutif local formé par la majorité à l'Assemblée territoriale certes présidée officiellement par le gouverneur mais qui dispose d'un vice-président qui en est le chef politique. L'une des conséquences directes de cette loi est l'accession à la pleine citoyenneté française et donc au suffrage universel de tous les Kanaks en 1957.
Rock Pidjot est alors élu sans discontinuer à l'Assemblée territoriale de Nouvelle-Calédonie de 1957 à 1979 (il en sera d'ailleurs le président de 1976 à 1977), il ne siège toutefois pas de 1957 à 1964 car il fait alors partie de tous les conseils de gouvernements dominés par l'UC : d'abord comme ministre de l'Économie rurale 1957 à 1960 puis comme vice-président du conseil de gouvernement de 1962 à 1964 (également chargé des Finances et des Affaires économiques ainsi que, à partir du 5 septembre 1962, du Plan, du Travail et de l'Habitat). Il est également choisi comme suppléant du député Maurice Lenormand puis, lorsque celui-ci est condamné à une peine d'inéligibilité en 1964, il lui succède comme député, élu lors d'une élection partielle en juin 1964 avec 54 % des suffrages exprimés dès le premier tour contre 44 % au candidat gaulliste et anti-autonomiste Édouard Pentecost. Il sera sans cesse réélu jusqu'en 1986. Il est alors le premier kanak à avoir été élu au Parlement. À l'Assemblée nationale, il siège tout d'abord jusqu'en 1978 dans tous les groupes centristes non gaullistes et à tendances démocrates-chrétiennes (Centre démocratique jusqu'en 1967, puis Progrès et démocratie moderne jusqu'en 1973 et enfin Réformateurs démocrates sociaux, devenus en 1974 le groupe des Réformateurs, centristes et démocrates sociaux). Maurice Lenormand mis à l'écart de la vie politique en raison de sa condamnation judiciaire, Rock Pidjot devient la nouvelle figure politique principale du Territoire en tant que président de l'Union calédonienne et que député. Il tente alors de s'opposer aux coups donnés à l'autonomie du Territoire par le gouvernement gaulliste : les Lois Jacquinot de 1963 tout d'abord qui suppriment le poste de vice-président du conseil de gouvernement qui est en plus élu désormais à la proportionnelle, ensuite les lois Billotte qui place le secteur des mines et donc une grande partie de l'activité économique du Territoire sous le contrôle direct de l'État et enfin la circulaire Messmer de 1973 qui encourage l'immigration vers la Nouvelle-Calédonie.
Cette opposition au centralisme étatique le pousse de plus en plus vers l'indépendantisme. Il déclare ainsi en juin 1976 : « La Nouvelle-Calédonie attend toujours sa décolonisation ». Lors de son congrès de Bourail en 1977, et sous l'impulsion d'une nouvelle génération parmi laquelle se trouve Jean-Marie Tjibaou, l'Union calédonienne se prononce pour l'indépendance et se rapproche du Parti socialiste métropolitain. En 1978, il est réélu député mais cette fois-ci pour la toute nouvelle 1re circonscription de la Nouvelle-Calédonie, ou circonscription Est, qui correspond à la côte Est et aux Îles Loyauté, tandis que le chef anti-indépendantiste du Rassemblement pour la Calédonie (RPC) (futur (RPCR) Jacques Lafleur est élu dans la 2e circonscription ou circonscription Ouest. Il siège alors comme non-inscrit puis, à partir de 1981, comme apparenté au groupe socialiste.
Pendant les années 1980, et surtout pendant les Évènements, il se fait le relais de l'indépendantisme kanak socialiste (IKS) à l'Assemblée nationale. Mais surtout il se retire petit à petit de la vie politique tout en étant une personnalité écoutée. Il est réélu à l'Assemblée territoriale en 1979 puis plus tard au tout nouveau Congrès du Territoire créé par le Statut Pisani en 1985, mais il démissionne immédiatement pour ne pas avoir à cumuler son siège local avec celui de député. Il se retire fin 1985 de la présidence de l'Union calédonienne pour laisser la place au début de l'année 1986 à Jean-Marie Tjibaou. En 1986, lors des seules élections législatives ayant eu lieu à la proportionnelle sous la Ve République, il ne se représente pas, les deux postes de députés étant alors remportées par deux RPCR (Jacques Lafleur et Maurice Nénou). Il reste jusqu'en 2024 le seul député indépendantiste qu'ait compté la Nouvelle-Calédonie ; aux élections législatives anticipées de 2024, Emmanuel Tjibaou devient le deuxième député indépendantiste.
Rock Pidjot se retire ensuite dans sa tribu de la Conception au Mont-Dore. Il meurt le 23 novembre 1990.

## Le fondateur d'une «dynastie» politique
La famille Pidjot et ses apparentés sont toujours actifs aujourd'hui au sein du mouvement indépendantiste et de l'Union calédonienne. Son frère, Philémon Pidjot, fut un temps membre du conseil de gouvernement de 1972 à son décès à 1975, et les deux fils de ce dernier se sont également engagés en politique : Raphaël Pidjot fut un membre actif du FLNKS et président de la Société minière du Sud Pacifique (SMSP) jusqu'à son décès dans un accident d'hélicoptère en 2000 et Charles Pidjot est signataire de l'accord de Nouméa ainsi que l'ancien président de l'Union calédonienne (2007 - 2011).
De son union le 12 novembre 1930 avec Scholastique Togna (née en 1914, décédée en 1984, fondatrice en 1971 du « Mouvement des femmes pour un souriant village mélanésien »), sont nés deux enfants, une fille et un fils :
- Philomène (née en 1931), qui a épousé Benjamin Wamytan, chauffeur dans l'ancienne mine de Saint-Louis décédé à 57 ans d'une maladie pulmonaire, lui-même fils du chef de la tribu de Saint-Louis et grand-chef du district du Pont-des-Français. Philomène et Benjamin Wamytan auront plusieurs enfants dont Rock Wamytan (né en 1950), qui a succédé à son grand-père paternel comme chef et grand-chef, ancien président du FLNKS de 1995 à 2001 et de l'Union calédonienne de 1999 à 2001, signataire de l'accord de Nouméa et président du Congrès de la Nouvelle-Calédonie de 2011 à 2012.
- Joseph Goanetcha (1934-2010), qui a succédé à son père comme chef de la tribu de La Conception en 1988, il a été le premier président du Comité consultatif coutumier installé en 1988 et a été porté à la présidence du Conservatoire de l'igname en 1996. Il avait épousé Marie-Luce Wamytan, cousine de Benjamin, qui a succédé à Scholastique Pidjot à la tête du « Souriant village mélanésien ». Ils ont eu cinq enfants. La chefferie passe l'année suivante de sa mort, temporairement, à l'un des neveux de Rock Pidjot (et fils de Philémon), Jean-Lucien Pidjot, puis revient finalement en 2012 à son fils Jean-Rock Pidjot.